# Monument a Anselm Clavé
|  | Aquest article tracta sobre el monument a Sabadell. Vegeu-ne altres significats a «Monument a Josep Anselm Clavé (desambiguació)». |

El Monument a Anselm Clavé és una escultura de l'escultor Camil Fàbregas i l'arquitecte Josep Vila Juanico, inscrita al monumentalisme academicista de Sabadell (Vallès Occidental) protegida com a Bé Cultural d'Interès Local. Ret homenatge a Anselm Clavé, al barri de Gràcia de Sabadell, d'ençà del 1949.

## Descripció
Monument col·locat al mig d'una plaça. La base, de planta triangular, és de pedra rústica, on al damunt s'hi aixeca el cos, de pedra calcària rosada de Polanco, amb representacions de figures de coristes i orfeonistes, convergint en una dona del poble que aixeca el seu fill en homenatge. Sobre aquest grup hi ha situada una figura femenina de cànon mediterrani.
Es tracta d'un monument format per una figura i un basament, ambdós de pedra treballada. Té una alçària de 3,7 metres, 1,2 metres d'amplada i 1,3 metres de llargada. La plaça es va reurbanitzar el mateix any 1949.

## Història
Monument dedicat a Josep Anselm Clavé (1824-1916), músic barceloní que ideà els conjunts vocals o cors integrats per a grups de treballadors amb una idea al mateix temps artística i social.
L'escultura mostrà la influència de Manolo Hugué, estructura massissa, de gust arcaic, que busca la intensitat expressiva però amb una voluntat d'estalviar recursos. El projecte de la plaça, on es col·locà el monument, és obra de l'arquitecte Josep Vila Juanicó.
Anselm Clavé, fundador també del moviment coral a Catalunya i impulsor del moviment associatiu, té també a Sabadell una plaça, un carrer i un passatge en nom seu.